# Police Tero Football Club
El Police Tero Football Club (en tailandés: สโมสรฟุตบอลโปลิศ เทโร), anteriormente conocido como BEC Tero Sasana, es un club de fútbol profesional de Tailandia con sede en Bangkok. El club terminó subcampeón en la edición inaugural de la Liga de Campeones de la AFC en 2003.

## Historia

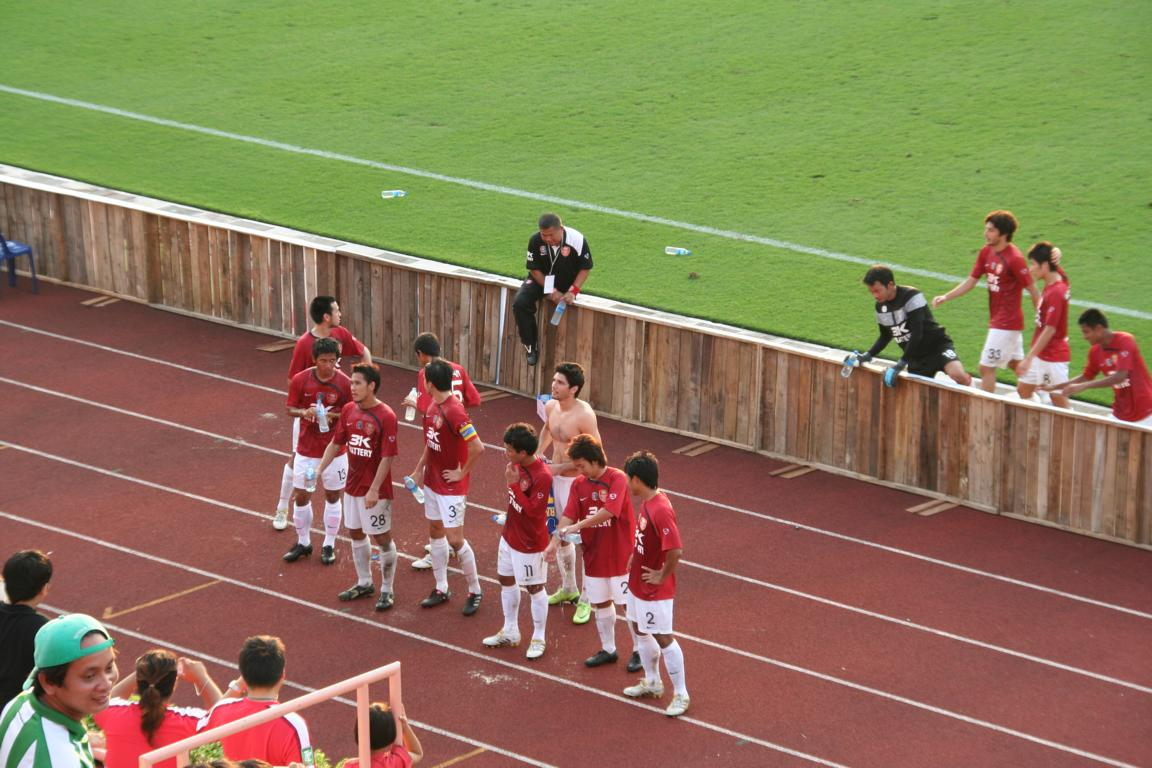
El BEC-Tero Sasana Campeón de Copa en el 2009

El equipo se fundó en 1992. Anteriormente se la conocía como Sasana Witthaya School y fue fundada por el Sr. Worawi Makudi. El primer partido de fútbol de este equipo fue en el año 1993. En 1994, el equipo jugó en la división 2 de la Copa Royal. En 1995, el equipo jugó en la división 1 de la Copa Royal y en 1996, el equipo entró en la Liga Premier de Tailandia por primera vez. Fue durante este año, en 1996, que el Sr. Worawi Makudi y el Sr. Brian L. Marcar, director general de BEC, TERO Entertainment Co., Ltd., unieron sus manos y cambió el nombre del equipo como Fútbol Club Tero Sasana. En ese año el equipo se colocó en la posición 12 entre 18 equipos en la Liga Premier de Tailandia.
En 1997, el Fútbol Club Tero Sasana también jugó en la Liga Premier de Tailandia y esta vez se colocó en el quinto lugar. Más tarde, en 1998, BEC-World Public Company Limited apoya el Fútbol Club Tero Sasana y cambió el nombre a Tero Sasana Sasana FC. El equipo terminó en tercer lugar en la Liga Premier de Tailandia. También fueron uno de los ocho equipos finalistas para entrar en la ronda final de la Copa FA.
En 1999, el equipo de nuevo terminó en tercer lugar. En el mismo año, fueron finalistas en la Copa FA.
El año 2000 el equipo ganó su primera Liga Premier de Tailandia y también recibió el premio del campeonato de la Copa del Rey.
En 2001-02, el BEC Tero Sasana-FC fue capaz de mantener su campeonato y ganó la Liga Premier de Tailandia por segundo año consecutivo.
El éxito del club continuó durante algunos años y culminó con el subcampeonato en la Liga de Campeones de la AFC 2002-03.
En 2017, la adquisición del club por parte de Police Group se fusionó con Police United. El cambio de nombre del club no se reconoció en 2017, por lo que en 2018 el club cambió el nombre a Police Tero Football Club debido a AFC Club Licensing.

## Palmarés
- Liga Premier de Tailandia: 2
  - 2000, 2002
- Copa FA de Tailandia:
  - Subcampeón: 2009
- Copa de la Liga de Tailandia: 1
  - 2014
- Copa Kor Royal: 1
  - 2001
- Liga de Campeones de la AFC
  - Finalista: 2003
- Campeonato de Clubes de la ASEAN
  - Finalista: 2003

## Participación en competiciones de la AFC
- Liga de Campeones de la AFC: 3 apariciones

2003 - Finalista
2004 - Primera Ronda
2005 - Primera Ronda
- Copa de Clubes de Asia: 2 apariciones

| 1999 - Segunda Ronda | 2002 - Segunda Ronda |

- Recopa de la AFC: 1 aparición

2001 - Cuartos de final

## Entrenadores

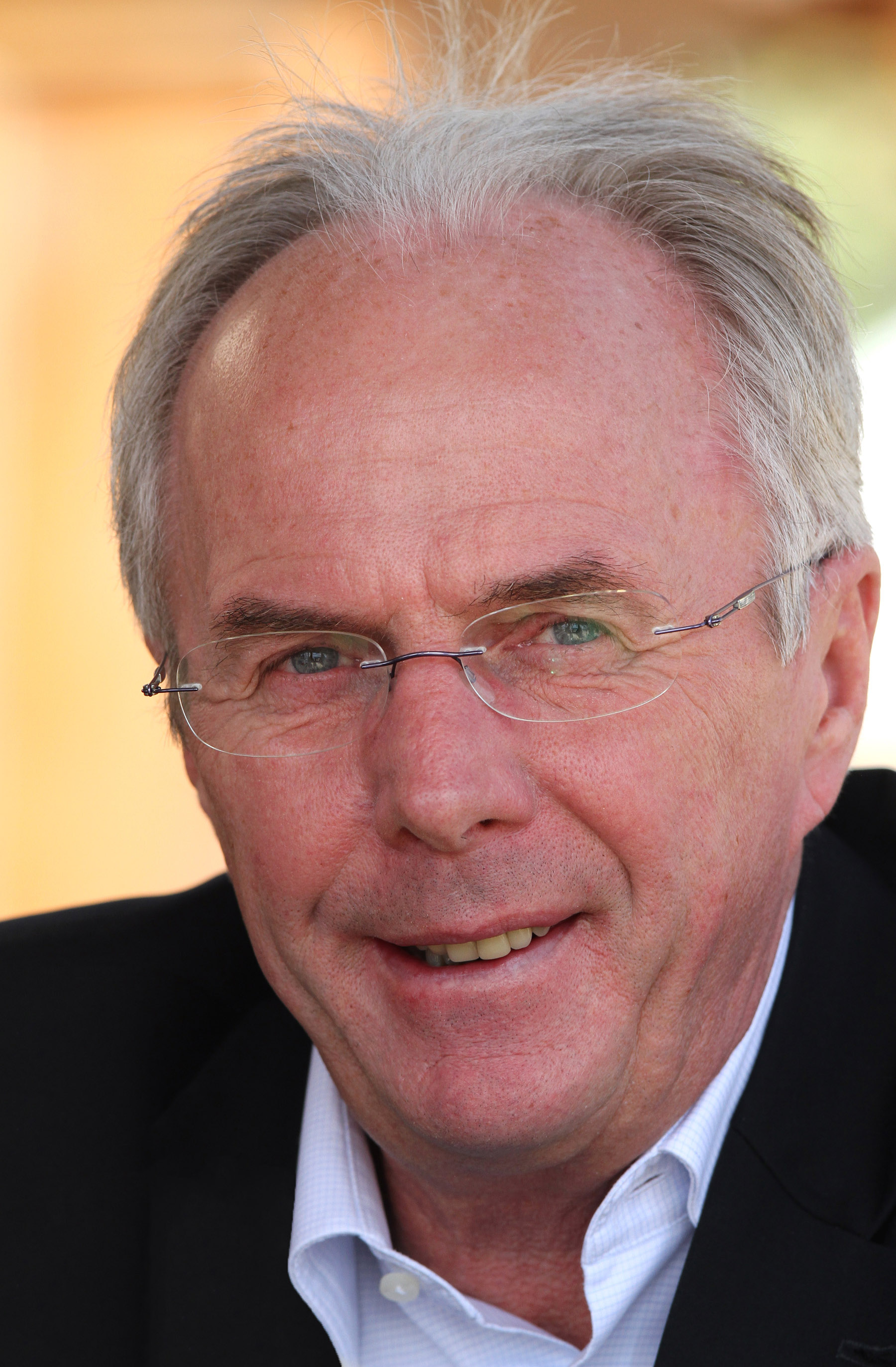
Sven Göran Eriksson, quien en su momento fue considerado uno de los mejores directores técnicos a nivel mundial, dirigió al club durante 2012.

| Nombre               | País       | Periodo                              | Logros |
| -------------------- | ---------- | ------------------------------------ | --- |
| Peter Stubbe         | Alemania   | 1996–97                              | |
| Pongphan Wongsuwan   | Tailandia  | 1997                                 | |
| Vorawan Chitavanich  | Tailandia  | 1998                                 | |
| Jason Withe          | Inglaterra | 1999–2000                            | Premier League de Tailandia 2000 Copa FA de Tailandia 2000 |
| Pichai Pituwong      | Tailandia  | 2001–02                              | Premier League de Tailandia 2001/02 |
| Attaphol Puspakom    | Tailandia  | 2002–04                              | Finalista de la Champions League 2002-03 Finalista del Campeonato de Clubes de la ASEAN 2003 Subcampeón de la Premier League de Tailandia 2002/03 Subcampeón de la Premier League de Tailandia 2003/04 |
| Sasom Pobprasert     | Tailandia  | 2004–05                              | |
| David Booth          | Inglaterra | 2006                                 | |
| Regis Laguesse       | Francia    | 2007                                 | |
| Christophe Larrouilh | Francia    | 2008–junio de 2009                   | Finalista de la Copa 2009 |
| Totchtawan Sripan    | Tailandia  | Junio de 2009–julio de 2010          | Campeón de la TSW Pegasus Cup Finalista de la Copa FA de Tailandia 2009 |
| Jorge Enrique Amaya  | Chile      | Julio de 2010–octubre de 2010        | |
| Peter Butler         | Inglaterra | Octubre de 2010–junio de 2011        | |
| Phayong Khunnaen     | Tailandia  | Junio de 2011–febrero de 2012        | |
| Andrew Ord           | Australia  | Febrero de 2012–agosto de 2012       | |
| Sven-Göran Eriksson  | Suecia     | Septiembre de 2012-noviembre de 2012 | |
| Stéphane Demol       | Bélgica    | Diciembre de 2012-2013               | |
| René Desaeyere       | Bélgica    | Marzo de 2013-julio de 2013          | |
| Choketawee Promrut   | Tailandia  | Julio de 2013 – agosto de 2013       | |

## Clubes afiliados
- Ayutthaya FC
- Bangkok Christian College
- Chiangmai FC
- Esan United
- Yotha FC
- Yangon United FC
- Hoang Anh Gia Lai FC
- TSW Pegasus
- Arsenal
- Blackpool
- Shimizu S-Pulse[2]

## Gerencia
| Nombre              | País      | Puesto                            |
| ------------------- | --------- | --------------------------------- |
| Robert Procureur    | Bélgica   | Gerente General                   |
| Thanya Wongnak      | Tailandia | Gerente del Equipo                |
| Sven-Göran Eriksson | Suecia    | Director del Departamento Técnico |
| Bertrand Crasson    | Bélgica   | Director de la Academia           |